# Нюайе-сюр-Бутон
Нюайе́-сюр-Буто́н (фр. Nuaillé-sur-Boutonne) — коммуна во Франции, находится в регионе Пуату — Шаранта. Департамент коммуны — Шаранта Приморская. Входит в состав кантона Ольне. Округ коммуны — Сен-Жан-д’Анжели.
Код INSEE коммуны — 17268.

## Население
Население коммуны на 2010 год составляло 201 человек.
| 1962 | 1968 | 1975 | 1982 | 1990 | 1999 | 2010 |
| ---- | ---- | ---- | ---- | ---- | ---- | ---- |
| 274  | 244  | 233  | 202  | 196  | 178  | 201  |